# ヴィタリー・サビン
ヴィタリー・サビン（ロシア語: Виталий Анатольевич Савин、ローマ字:Vitaly Anatolyevich Savin 、1966年1月23日 - ）は、旧ソビエト連邦の陸上競技選手。1988年ソウルオリンピックの金メダリストである。1980年代から1990年代にかけて活躍した男子短距離選手。カザフ・ソビエト社会主義共和国カラガンダ州ジェズカズガン出身。ソ連崩壊後はカザフスタン代表として国際大会に出場した。

## 経歴
サビンは、1988年のソウルオリンピックではソ連代表として100mと4×100mリレーに出場。100mは二次予選で敗退したものの、4×100mリレーは、ライバルのアメリカが予選で失格してしまい、サビンがいたソ連が38秒19で金メダルを獲得した。3年後の1991年に東京で開催された世界選手権にも100mと4×100mリレーに出場し、4×100mリレーで7位という成績を残している。サビンが大きな大会でソ連代表として出場したのはこの大会が最後となった。
1992年バルセロナオリンピックには、バルト三国を除いた旧ソ連の12か国で構成された独立国家共同体代表として出場。100mは準決勝で敗退、前回ソ連代表で金メダルを獲得した4×100mリレーは5位に終わる。
1993年以降は、カザフスタン代表として、国際大会に出場。1993年、1995年の世界選手権では100mに出場。1994年の広島で開催されたアジア競技大会では、100mで銀メダルを獲得している。1996年アトランタオリンピックでも100mに出場したが一次予選で敗退した。

## 自己ベスト
- 100m - 10秒08 (1992年8月13日:リンツ（オーストリア）)

## 主な実績
| 年   | 大会                     | 場所                       | 種目         | 結果      | 記録   |
| ---- | ------------------------ | -------------------------- | ------------ | --------- | ------ |
| 1988 | オリンピック             | ソウル（韓国）             | 100m         | -（qf）   |        |
| 1988 | オリンピック             | ソウル（韓国）             | 4×100mリレー | 1位       | 38秒19 |
| 1991 | 世界陸上選手権           | 東京(日本)                 | 100m         | 6位（qf） | 10秒26 |
| 1991 | 世界陸上選手権           | 東京(日本)                 | 4×100mリレー | 7位       | 38秒68 |
| 1992 | ヨーロッパ室内陸上選手権 | ジェノヴァ(イタリア)       | 60m          | 2位       | 6秒54  |
| 1992 | オリンピック             | バルセロナ(スペイン)       | 100m         | 7位（sf） | 10秒33 |
| 1992 | オリンピック             | バルセロナ(スペイン)       | 4×100mリレー | 5位       | 38秒17 |
| 1993 | 世界陸上選手権           | シュトゥットガルト(ドイツ) | 100m         | 5位（qf） | 10秒36 |
| 1994 | アジア大会               | 広島(日本)                 | 100m         | 2位       | 10秒29 |
| 1995 | 世界陸上選手権           | イェーテボリ(スウェーデン) | 100m         | 8位（qf） | 10秒47 |
| 1996 | オリンピック             | アトランタ(アメリカ合衆国) | 100m         | 5位（1q） | 10秒52 |

- sfは準決勝、qfは二次予選、1qは一次予選